# Slaget ved Five Forks
Slaget ved Five Forks blev udkæmpet den 1. april 1865, sydvest for Petersburg i Dinwiddie County, under Appomattox kampagnen i den amerikanske borgerkrig. Slaget stod mellem Unionens generalmajor Philip H. Sheridan mod sydstaternes generalmajor George E. Pickett fra Robert E. Lee's Army of Northern Virginia. Pickett's nederlag ved Five Forks udløste Lee's beslutning om at opgive sine stillinger rundt om Petersburg og begynde den tilbagetrækning som førte til hans overgivelse ved Appomattox Court House den 9. april.

## Baggrund
Efter Slaget ved Dinwiddie Court House den 31. marts hørte Pickett, at der ankom forstærkninger fra Unionens V Korps, og han ville derfor trække sig tilbage til en position bag Hatcher's Run. Imidlertid beordrede Lee Pickett til at stoppe inden Hatcher's Run og holde vejkrydset ved Five Forks med sin infanteri division og tre kavaleri divisioner. "Five Forks" henviste til krydset mellem White Oak Road, Scott's Road, Ford's (eller Church) Road og Dinwiddie Court House Road. Lee's ordre lød:
Hold Five Forks for enhver pris. Beskyt vejen til Ford's Depot og forebyg at Unionsstyrker angriber fra Southside Railroad. Beklager overordentligt Deres troppers tilbagetrækning og Deres manglende evne til at fastholde den fordel De havde opnået.
Pickett's tropper byggede en defensiv linje bestående at tømmer og jord, der var ca. 2,8 km lang ved White Oak Road, og beskyttede de to flanker med kavaleri. Sheridans angrebsplan gik ud på at lægge et let pres på hele linjen med sit kavaleri, og dermed fastholde fjenden, mens han samlede V Korps under generalmajor Gouverneur K. Warren, på de konfødereredes venstre flanke. Dårlige kort og mangelfulde efterretninger lod Sheridan tro, at fjendens venstre flanke var meget længere øst på end den rent faktisk var.
Mudrede veje og sammenfiltrede grene forsinkede Unionens fremmarch, og Warren var ikke klar til at angribe før omkring kl. 16. Sheridan gav Warren's personlige ledelse skylden for forsinkelsen. (Sheridan havde i forvejen en ringe mening om Warren, og havde i fortrolighed fået Ulysses S. Grants tilladelse til at fjerne Warren fra sin post, om nødvendigt).

## Slaget
Sheridans angrebsplan byggede på, at Warren skulle rykke frem med to divisioner i front og en tredje division i reserve. Den højre frontdivision under generalmajor Samuel W. Crawford, skulle angribe i en vinkel nær enden på fjendens befæstninger, og den venstre division under generalmajor Romeyn B. Ayres skulle ramme linjen frontalt. Men på grund af de fejlagtige efterretninger var den rigtige flanke noget vestligere end hvor Sheridan regnede med, så Crawfords division ramte slet ikke fjendens linje da den rykkede fremad, og Ayres mænd blev udsat for beskydning fra venstre, da de brasede forbi den.
De to Unionsdivisioner gik i stå, mens de hastigt forsøgte at få sig drejet i retning af fjenden i den tykke underskov. Reserve divisionen under generalmajor Charles Griffin stoppede op, frem for at forøge forvirringen. Warren, som havde valgt at forblive på et centralt sted, sendte alle sine hjælpere af sted med meddelelser for at få ændret angrebsretningen, men de var ineffektive, så han red frem for selv at tage kommandoen. I mellemtiden ledte Sheridan, som red med Ayres fortrop, selv et angreb som brød venstre flanke i Picketts linje – en bedrift, som er blevet heroisk afbildet i billeder og litografier fra perioden.
Mens de konfødererede forsøgte at organisere en ny forsvarslinie, rykkede Griffins division frem på Ayres højre fløj og angreb. Så beordrede Warren Crawfords division til at slutte sig til kampen nordfra. Sheridans kavaleri svingede rundt om Pickett's højre flanke, men var ude af stand til at forhindre adskillige konfødererede fra at undslippe. Imidlertid var det en afgørende sejr for Unionen hvor næsten en tredjedel af Picketts 9.200 mænd blev enten dræbt eller såret.

## Efter slaget
Pickett's uheldige militære karriere led endnu en ydmygelse – han var 3 km væk fra sine tropper da angrebet begyndte, hvor han spiste bagte vårsild nord for Hatcher's Run med generalmajorerne Fitzhugh Lee og Thomas L. Rosser. Han havde undladt at informere sine mænd om genralernes fravær, og efterlod dem uden ledere. Atmosfæriske forhold dæmpede lyden af kamp tilstrækkeligt til at Pickett ikke var klar over at kampen var i gang. Da han nåede tilbage til slagmarken var det for sent.
Tabet af Five Forks truede Lee's bedste flugtrute – South Side Railroad. Den næste morgen informerede Lee præsident Jefferson Davis om at Petersburg og Richmond måtte evakueres og Grant iværksatte et generalangreb på de tyndt besatte Sydstatsstillinger ved Petersburg.
Unionens brigadegeneral Frederick Winthrop blev dræbt ved Five Forks og oberst Willie Pegram, en højtestimeret artilleriofficer fra sydstaterne blev dødelig såret. Sheridan var utilfreds med V Korps præstation op til slaget ved Five Forks og han fratog Warren sin kommando.
Slagmarken er bevaret som en del af Petersburg National Battlefield.

## Eksterne links
- Animated History of The Siege of Petersburg and Surrender at Appomattox Arkiveret 12. december 2008 hos  Wayback Machine